# Dešov
Dešov (en allemand : Deschau) est une commune du district de Třebíč, dans la région de Vysočina, en République tchèque. Sa population s'élevait à 427 habitants en 2020.

## Géographie
Dešov se trouve à 11 km au sud-ouest de Moravské Budějovice, à 28,7 km au sud-sud-ouest de Třebíč, à 46,5 km au sud-sud-est de Jihlava et à 153 km au sud-est de Prague.
La commune est limitée par Kojatice au nord, par Nové Syrovice et Zálesí à l'est, par Chvalatice au sud-est, par Bítov, Zblovice et Vysočany au sud, et par Kostníky et Hornice à l'ouest.

## Histoire
La première mention écrite de la localité date de 1345.

## Transports
Par la route, Dešov se trouve à 12,5 km de Moravské Budějovice, à 35,5 km de Třebíč, à 57 km de Jihlava et à 188 km de Prague.